# 87 Близнецов
87 Близнецов (лат. 87 Geminorum, HD 49968) — одиночная звезда в созвездии Близнецов на расстоянии приблизительно 436 световых лет (около 134 парсеков) от Солнца. Видимая звёздная величина звезды — +5,671m.

## Характеристики
87 Близнецов — оранжевый гигант спектрального класса K5III. Радиус — около 21,68 солнечных, светимость — около 239,09 солнечных. Эффективная температура — около 4061 К.